# 岡本麗
岡本 麗（おかもと れい、1951年〈昭和26年〉12月19日 - ）は、日本の女優。長崎県北松浦郡小佐々町出身、福岡県飯塚市育ち。福岡県立嘉穂東高等学校卒業。

## 来歴・人物
役者を志して上京し、俳優小劇場付属養成所に入所。1971年に俳優小劇場が解散すると、劇団暫や現代制作舎の舞台に出演する。のちに『つかこうへい事務所』に参加し、彼の主要作品に数多く出演する。その一方で、1972年日活ロマンポルノで映画初出演を果たし、1975年に本格的なデビューを果たす。これ以降、豊満な肉体と色気、演技力が高く評価されて、ロマンポルノの常連女優となる。1977年、曽根中生の「不連続殺人事件」に出演すると、一般映画に活動の幅を広げた。1982年以降に美保純らが台頭したことで、一般作品への出演機会が増えるが、末期まで日活を支えて出演を続ける。同年、『蒲田行進曲』に出演した。
1986年、松金よね子や田岡美也子と演劇ユニット「グループる・ばる」を結成。1988年、『はぐれ刑事純情派』シリーズがスタートすると、藤田まこと演じる安浦刑事を支える田崎晴子刑事役が当たり役となる。CMではクロレッツが話題となった。
2006年には、第6回バッカーズ演劇奨励賞を受賞した。
2011年までテイクワン・オフィス所属。2015年よりアンジィ所属。

## 出演

### テレビドラマ

#### NHK
- 七瀬ふたたび 第3話「大都会の夜」・第4話「ダイヤモンド」（1979年） - ホステス・弥栄
- 風の隼人（1979年 - 1980年） - 小梅 役
- 御宿かわせみ（1982年） - お葉 役
- みちしるべ（1983年3月12日） - 佐藤桃子 役
- 春の波涛（1985年） - 平塚雷鳥 役
- 追う男（1986年） - 富岡美津江 役
- 少年（1986年10月25日）
- 連続テレビ小説
  - 青春家族（1989年） - 久保栄 役
  - ひまわり（1996年） - 大川真理子 役
- 新十津川物語（1991年） ‐ 中垣楽 役
- つるかめ助産院〜南の島から〜（2012年） - ピーさん 役

#### 日本テレビ
- 愛のサスペンス劇場 ガラスの絆（1975年）
- 太陽にほえろ! 第243話「その血を返せ」（1977年） - 新井秀雄の恋人
- 大都会 PARTII 第26話「Gメン抹殺指令」（1977年） - 金谷の愛人
- 大追跡（1978年） - 探偵社事務員
- 大都会 PARTIII（1979年）
  - 「帰って来た黒岩軍団」（1978年） - 金井会長の女
  - 「ブラックホール」 - 極左集団構成員
  - 「ドクター宗方の証言」 - 二階堂組長の女
- 探偵物語「誘拐」（1979年） - 歌舞伎町の女
- 瑠璃色ゼネレーション（1984年）
- のン姉ちゃん・200W（1985年） ‐ 小田切順子 役
- 敵同志好き同志（1987年） - 中島志津江 役
- 熱中時代スペシャル 三年五組の叛乱（1988年） - 一丸章子 役
- 恋人も濡れる街角 URBAN LOVE STORY（1988年） - 中西美津子 役
- 木曜ゴールデンドラマ「松本清張の老春」（1990年） - 春子
- 悪女（1992年） - 宇田川チーフ 役
- 火曜サスペンス劇場
  - 「弁護士・高林鮎子12」（1993年） - 野本美子 役
  - 「フルムーン旅情ミステリー8」（1993年）
  - 「警部補 佃次郎」
    - 第1作（1996年） - 松尾安美 役
    - 第8作（1999年） - 今泉政子 役
    - 第21作（2005年） - 鵜沢初江 役

  - 「街の医者・神山治郎」（2001年 - 2005年） - 大橋辰子 役
- 三姉妹探偵団（1998年） - 飯野土岐子 役
- ギンザの恋（2002年） - 中山節子 役
- 松本清張ドラマスペシャル 黒の回廊（2004年） - 大島茜 役
- 火垂るの墓（2005年） - 松井素子 役
- the波乗りレストラン（2008年） - もぐたんの母 役
- 生誕100年記念 松本清張ドラマスペシャル 書道教授（2010年） - 安西詩織 役

#### テレビ朝日
- 特捜最前線
  - 第62話「ラジコン爆弾を背負った刑事!」（1978年） - 森宮令 役
  - 第264話「白い手袋をした通り魔!」（1982年） - あや子
  - 第358話「単身赴任殺人事件!」（1984年） - 戸田雪子 役
  - 第446話「遅れてきたXマス・密告電話の女!」（1985年）
- 西部警察
  - 第31話「新人･リューが翔んだ!」（1980年） - 石黒の女
  - 第42話「ピエロの名演」（1980年） - ひろみ
  - 第119話「マフィアからの挑戦」（1982年） - 根岸かずえ 役
- 柳生あばれ旅 第21話「呪いの恋太鼓-亀山-」（1981年） - お里 役
- 西部警察 PART-II 第20話「明日への挑戦」（1982年） - ナツエ
- 人妻捜査官 第5話「疑惑!?蒸発妻が働く温泉町」（1984年）
- 私鉄沿線97分署 第7話「あばよ! マイ・ラブ」（1984年）
- はぐれ刑事純情派（1988年 - 2009年） - 田崎晴子 役
- 名奉行 遠山の金さん 第1シリーズ 第23話「これにて一件落着」（1988年） - おつや 役
- 土曜ワイド劇場
  - 「ダンススクール連続殺人」（1988年）
  - 「車椅子の弁護士・水島威」（1996年 - 2004年） - 中村たか子 役
  - 「さくら署の女たち」（2006年） - 平石和子 役
  - 「検事・朝日奈耀子5｣（2006年） - 神林江美子 役
- 本当にあった怖い話（1992年）
- 南くんの恋人（1994年） - 南暁子 役
- 外科医柊又三郎（1996年） - 神田志保 役
- 天の瞳（2000年 - 2001年） - 緑爽子 役
- 警視庁捜査ファイル さくら署の女たち（2007年） - 兵藤望美 役
- 男装の麗人〜川島芳子の生涯〜（2008年） - 三上サト 役
- ドラマスペシャル 暴れん坊将軍（2008年） - おさい 役
- 家族法廷（2011年） - 妙子
- 明日の君がもっと好き（2018年） - 占い師
- 家政夫のミタゾノ（2018年） - 恩田時江 役
- 日曜プライム
  - 「庶務行員 多加賀主水が許さない3」（2019年） - 春野泉 役

#### TBS
- 看護婦日記 パートI（1983年） - 戸倉文江 役
- 松田聖子のはじめての情事（1983年） ‐ 石黒主任 役
- うちの子にかぎって…（1984年） - 高野美紀 役
- 赤い秘密（1985年） - 四谷のおじさんの妻 役
- もしも、学校が…!?（1985年） - 古手川女史 役
- 妻の知らない夫の顔（1986年12月17日）
- こっちこい!UFO（1989年） - 川原秋子 役
- ホットドッグ（1990年） - 藤山好子 役
- 次男次女ひとりっ子物語（1991年） - 村田尚美 役
- 私の生徒は12人（1992年）
- カミさんの悪口（1993年 - 1995年） - 茂木スミ江 役
- パパ・サヴァイバル（1995年） - 緑川華江 役
- ドラマ30
  - 野々山家の人々（1994年、MBS）
  - 野々山家の人々RETURN（1994年、MBS）
  - これで家族（1997年、CBC）
  - ことぶきウォーズ（2004年、CBC） - 磯部秋子 役
- 月曜ドラマスペシャル
  - 「保険調査員 しがらみ太郎の事件簿」（1996年 - 1997年） - 白髪聡子 役
  - 「浅見光彦シリーズ14」（2000年） - 野上智子 役
  - 「自治会長・糸井緋芽子社宅の事件簿5」（2004年） - 加古川育代 役
- カミさんなんかこわくない（1998年） - 河野さん 役
- PU-PU-PU-（1998年） - 楠木典子 役
- 織田信長 天下を取ったバカ（1998年） - 千里 役
- 恋の神様（2000年） - 堤真千子 役
- QUIZ（2000年） - 菅井ツヤ子 役
- 真夏のメリークリスマス（2000年）
- 百年の物語（2000年） - 家政婦・トメ 役
- 女子刑務所東三号棟（2001年） - 桐生尚子 役
- ハンドク!!!（2001年） - 高石かつ枝 役
- ケータイ刑事 銭形愛（2002年） - 鵲満子 役
- おとうさん（2002年） - おばちゃん 役
- 正しい恋愛のススメ（2005年） - 竹田敦子 役
- 病院へ行こう!（2006年） - 三枝淳子 役
- 輪舞曲（2006年） - 松平富士子 役
- 弁護士のくず（2006年） - 鈴木博美 役
- トリプル・キッチン（2006年） - 久保里子 役
- 佐々木夫妻の仁義なき戦い（2008年）
- 猟奇的な彼女（2008年） - 浅倉南の叔母
- 再婚一直線!（2008年） - 中西美代子 役
- となりの芝生（2009年）
- 本日も晴れ。異状なし（2009年） - 照屋育江 役
- 月曜ゴールデン
  - 「おふくろ先生のゆうばり診療日記3」（2010年） - 島田珠代 役
  - 「税務調査官・窓際太郎の事件簿21」（2010年） - 東文子 役
  - 「イソベン・里村タマミの事件簿1」（2010年） - 里村タマミの母 役
  - 「刑事シュート しゅうと&ムコの事件日誌3」（2011年） - 千本木辰子 役
  - 「捜し屋★諸星光介が走る!6」（2011年） - 木村静子 役
  - 「新・示談交渉人 裏ファイル2」（2012年） - 須之原綾子 役
  - 「警視庁機動捜査隊2163」（2012年） - 吉崎道子 役
- 赤かぶ検事 京都篇（2010年） - 吉岡乃里子 役
- BUNGO -日本文学シネマ-（2010年）
- カバチタレ!（2010年） - 荒井基子 役
- 同窓生〜人は、三度、恋をする〜（2014年） - ヤンさん 役
- 月曜名作劇場
  - 警視庁岡部班2「多摩湖畔殺人事件」（2018年11月12日） - 金井公江 役

#### テレビ東京
- 新木枯し紋次郎 第22話「鬼が一匹関わった」（1978年） - お浜 役
- 大江戸捜査網
  - 第3シリーズ第486話「尼僧乱れ肌 首なし死体の謎」 - 春玲院 役
- 泥棒に手を出すな!（1990年） - 外骨堂風鈴 役
- モリのアサガオ（2010年） - 舟木和子 役
- 男と女のミステリー時代劇（2016年） ‐ 女中頭・杉 役
- 水曜ミステリー9
  - 「永遠の時効」（2014年） - 田中秀子 役
- 孤独のグルメSeason6 5話（2017年5月6日） - マダム客 役
- 絶メシロード 出張編（2023年） - 峰洋子 役

#### フジテレビ
- 死人狩り 第1話（1978年）
- 江戸の激斗（1979年） - おけい 役
- 銭形平次
  - 第692話「母恋道中」（1979年） - おしの
  - 第839話「片隅の殺意」（1983年） - お里
- 闇を斬れ（1981年） - お喜和の方 役
- 江戸の用心棒（1981年） - おせん 役
- 北の国から（1982年） - 向田順子の母 役
- 影の軍団シリーズ
  - 影の軍団III（1982年） - くノ一・さえ 役
- 金曜女のドラマスペシャル「女が階段を上る時」（1985年）
- 女は男をどう変える（1986年） - 浮田加代子 役
- 男が泣かない夜はない（1987年） - 瀬口律子 役
- 熱くなるまで待って!（1987年） - 朱雀明子 役
- 教師びんびん物語（1988年）
- 天上の青（1992年）
- 世にも奇妙な物語 「精神力」（1992年） - 倉橋京子 役
- 鬼平犯科帳（1994年） - おせき 役
- 美味しんぼ 第4・第5弾（1997 ‐ 1999年） - 中川チヨ 役
- Days（1998年） - 草間郁子 役
- なごや寿ロックンロール〜「グッモーエビアン!」より〜（2007年）
- 花嫁のれん (2010年のテレビドラマ)（2014年） - 藤沢圭子 役
- 隕石家族（2020年） - 小谷ヒサ役のエキストラのおばあちゃん
- 金曜エンタテイメント
  - 「おだまりコンビ3｣（2000年）
  - 「名司会者・寿鶴子 殺人スピーチ｣（2005年 - 2008年） - 松竹華子 役
- 金曜プレステージ「人情の女刑事・徳大寺操の浅草事件簿」（2010年）

### 映画

#### 一般映画
- やさぐれ刑事（1976年）
- 不連続殺人事件（1977） - 坪田テルヨ
- 博多っ子純情（1978） - 真澄の母・信江
- 最も危険な遊戯（1978） - OS劇場・ストリッパー
- ダイナマイトどんどん（1978） - 特飲街の女郎
- 俺達に墓はない（1979） - つる子
- トラブルマン 笑うと殺すゾ（1979） - お手伝い昌江
- 天使を誘惑（1979）
- 野獣死すべし（1980） - エリカ
- さらば愛しき大地（1982） - 台湾人の女
- 道頓堀川（1982） - 鈴子
- ヨコハマBJブルース（1981） - 日向和美
- 蒲田行進曲（1982） - トクさん
- 人生劇場（1983） - お玉
- 瀬降り物語（1985） - トメ
- メイク・アップ（1987） - 美子
- やるときゃやるぜ! -COME BACK HERO-（1987） - 山本浩子
- ・ふ・た・り・ぼ・っ・ち・（1988） - 高橋房子
- 恋はいつもアマンドピンク（1988） - 和枝
- 妖女の時代（1988） - 丸田スミエ
- マルサの女2（1988） - ホステス
- はぐれ刑事純情派（1989） - 田崎晴子
- 飛ぶ夢をしばらく見ない（1990） - 高松美子
- 天河伝説殺人事件（1991） - 石渡ユリ
- 寒椿（1992） - お茂
- わが愛の譜 滝廉太郎物語（1993） - サク
- 先生あした晴れるかな（1994） - 桜井貴子
- 柔らかな頬（2001）
- 折り梅（2001）
- 恋愛寫眞（2003）
- 力道山（2004）
- 四日間の奇蹟（2005）
- 釣りバカ日誌16 浜崎は今日もダメだった♪♪（2005） - 澄子
- 包帯クラブ（2007年） - デパチカ（小林和代）
- 素敵な夜、ボクにください（2007年） - 岡田社長
- 歌う! ヒットマン（2011年、CinemaDrive） - 占い師に迫る女
- くちづけ（2013年） - 袴田さん
- 嫌な女（2016年） - 吉村晶子
- 罪の声（2020年10月30日） - 三谷晴美

#### 成人映画
- 女高生100人（秘）モーテル白書（1975） - 早川順子 ※初主演作
- 新・レスビアンの世界 陶酔（1975） - 山根銀子
- 主婦の体験レポート 続おんなの四畳半（1975） - 宮田春子
- ホステス情報 潮ふき三姉妹（1975） - 河原文江
- 発禁 肉蒲団（1975） - お稲
- 犯す!（1976） - ユキ
- 真夏の夜の情事 悶え（1976） - 坂巻くみ子
- 夫婦秘戯くらべ（1976） - 園枝
- 私は18才 （秘）二号生活（1976） - 豊岡美奈
- 団地妻（秘）出張売春（1976） - 吉岡桐子
- 淫絶夫人 快楽の奥（1976） - 佐藤夕子
- 団地妻 肉体金融（1976） - 立石正江
- 暴行切り裂きジャック（1976） - 爛熱した夫人
- 感じるんです。（1976） - 由紀
- 夢野久作の少女地獄（1977） - 芸者
- 女子大生 ひと夏の体験（1977） - 杉村ふみ
- 檻の中の妖精（1977）-　加代
- 性と愛のコリーダ（1977） - ユキ
- 中山あい子「未亡人学校」より 濡れて泣く（1977） - 洋子
- 肉体の門（1977） - 洋パンA
- 女子大生 （秘）SEX診断（1977）
- 昼下りの情事 すすり泣き（1977）
- 夜這い海女（1977） - マキ
- レイプ25時 暴姦（1977） - 上流夫人
- 高校エマニエル 濡れた土曜日（1978） - 麻田亜沙美
- 性愛占星術 SEX味くらべ（1978） -　鳥海秋絵
- 修道女ルシア 辱す（けがす）（1978） - 修道女フリーダ
- 金曜日の寝室（1978） - 三原幸子
- 人妻集団暴行致死事件（1978） - 有田貞子
- 宇能鴻一郎の看護婦寮（1978） - 山川万代
- 生贄の女たち（1978）- 片山波子
- むちむちネオン街 私たべごろ（1979） - 花井はるみ
- 肉の標的・奪う!（1979） - 奈々
- 宇能鴻一郎の濡れて開く（1979） - 森夫人
- クライマックス・レイプ 剥ぐ!（1979） - 河島杏子
- 堕靡泥の星 美少女狩り（1979）
- 団鬼六 白衣縄地獄（1980） - 和子
- ラスト・キャバレー（1988） - 青木令子

### 舞台
- 初期のつかこうへい作品
- 8人の女たち(2004年)
- 三田村組「猿股のゆくえ」（2007年）
- ポテチ（2010年）
- ダブルアルバム（2011年）
- 満月の人よ（2015年）
- 蜜柑とユウウツ（2015年）

### テレビアニメ
- 毎日かあさん（2009年 - 2012年） - 鴨原淑子（ばあちゃん）

### バラエティ
- 世界の村で発見!こんなところに日本人（2013年11月1日、2014年8月29日）
- 痛快TV スカッとジャパン

### CM
- 小林製薬（トイレの消臭元）
- ワーナー・ランバード（クロレッツ）
- アビバジャパン（ガッツ石松、鈴木紗理奈と共演）
- DDIポケット「ポケット電話」（1995年）[4]